# 月紅 GEKKOH
『月紅 GEKKOH』（げっこう）は、氷室芹夏による日本の漫画。『ヤングアニマル』（白泉社）にて2001年第13号から2004年第15号まで連載。単行本は全7巻。

## 単行本
- 氷室芹夏 『月紅 GEKKOH』 白泉社 《ジェッツコミックス》 全7巻
  1. 2002年1月発売、ISBN 4-592-13434-6
  2. 2002年7月29日発売、ISBN 4-592-13435-4
  3. 2003年1月29日発売、ISBN 4-592-13436-2
  4. 2003年5月29日発売、ISBN 4-592-13437-0
  5. 2003年11月28日発売、ISBN 4-592-13438-9
  6. 2004年4月28日発売、ISBN 4-592-13439-7
  7. 2004年9月29日発売、ISBN 4-592-13899-6